# OAIS-modellen
OAIS Modellen (Open Archival Information System), är ett ramverk för elektroniska arkiv (e-arkiv) som hanterar digital information.
Modellen är ursprungligen utvecklad av NASA för att hantera och lagra digital information.
Modellens mångsidighet innebär att den är tillämpbar på all lagring av digital information.
Ett OAIS-uppbyggt e-arkiv är uppbyggt på sex funktionella beståndsdelar:
1. Ingest tillhandahåller funktioner och tjänster för att ta emot informationspaket från arkivbildare samt att förbereda dem för lagring och hantering i e-arkivet
2. Archival Storage tillhandahåller tjänster och funktioner för lagring.
3. Data Management tillhandahåller tjänster och funktioner som att kunna skapa, underhålla och inhämta beskrivande information som lagrats i e-arkivet. Syftet är att den digitala informationen ska kunna vara tillgänglig under en längre tid.
4. Administration tillhandahåller tjänster och funktioner för det övergripande underhållet av e-arkivet.
5. Access tillhandahåller tjänster och funktioner som hjälper konsumenten att hitta informationen som lagrats e-arkivet
6. Preservation Planning tillhandahåller tjänster och funktioner som har till uppgift att övervaka arkivets externa miljö och ge rekommendationer för att säkerställa att informationen i e-arkivet inte förgås över tiden.

Den praktiska tillämpningen sker genom att producenten levererar den information som ska bevaras i ett OAIS i form av ett leveranspaket : Submission Information Package (SIP).   
Ett OAIS upprättar sedan ett Archival Information Package (AIP) vilket kan ske utifrån ett eller flera SIP:s. AIP blir m.a.o. det informationspaketet som lagras i ett OAIS.   
När en konsument begär att få inhämta ett AIP från e-arkivet kommer det att levereras i form av ett Dissemination Information Package (DIP). Till skillnad från ett AIP behöver inte DIP:et innehålla de data som är nödvändiga för att återskapa dokumentets layout.  